# Georg Augustin
Georg Augustin (* 22. Juli 1904 in Kaiserslautern; † 3. Februar 1993) war ein deutscher Jurist.
Augustin trat 1931 in den Justizdienst ein. Er beantragte als Landgerichtsrat am 28. Februar 1941 die Aufnahme in die NSDAP und wurde zum 1. April desselben Jahres aufgenommen (Mitgliedsnummer 8.386.739). Später bekleidete Augustin das Amt des Generalstaatsanwalts in Neustadt an der Weinstraße. Vom 19. Dezember 1950 bis 31. Juli 1972 war er Richter am Bundesgerichtshof, zunächst im 4. Strafsenat, ab 1956 dann im V. Zivilsenat, dessen Vorsitz er ab dem 29. April 1964 als Senatspräsident übernahm. Zum 31. Juli 1072 trat Augustin in den Ruhestand ein.